# Katherine Wallace
Pour les articles homonymes, voir Wallace.
Katherine Wallace est une actrice australienne connue surtout pour son jeu dans X-Men Origins: Wolverine, Summer Bay, et Swedish Dicks.

## Enfance et éducation
Wallace naît et grandit à Sydney. Elle étudie à Northern Beaches Secondary College.
Après le lycée, elle commence sa formation professionnelle à l'Institut national d'art dramatique à Sydney. Elle en sort en 2007 et y reçoit un prix artistique national.

## Carrière
Elle commence le cinéma avec la lauréate du prix AFI Annie Byron dans le film Glory de Screen Australia,. Après sa formation en Australie, elle déménage à New York et s'inscrit au Stella Adler Studio of Acting en formation continue.
Une part importante de son travail se concentre autour des droits de l'homme et la justice sociale, par exemple dans Late Tuesday, un film néo-zélandais de Jenna Eriksen qui cherche à exposer la fréquence des violences sexuelles sur les jeunes femmes, au gala caritatif Broadway Cares/Equity Fights AIDS Shakespeare Benefit de New York, ou dans son interprétation anti-harcèlement de "Really Don't Care" aux Teen Choice Awards 2014 aux côtés de Demi Lovato et Cher Lloyd. Elle participe aussi au One Billion Rising de Eve Ensler, la plus grande vente aux enchères de l'histoire visant à combattre les violences sur les femmes, avec l'actrice Mercy Malick, et fait une apparition dans le message d'utilité publique "One In A Million", réalisé et co-écrit par Suzanne Luna, titulaire d'un Emmy Award, et produit par Johanna Stein, nommée aux Emmy Awards. Ce spot vise à parler des violences familiales et de la maltraitance sur mineur.
Elle joue un grand rôle dans le lancement du Stella Adler Outreach Program, dirigé par Tommy Demenkoff, pour les adolescents en désintoxication à la Phoenix House Academy de Los Angeles en 2015,, et est reconnue comme artiste australienne au talent exceptionnel par le Fonds culturel Ian Potter.

## Filmographie[12]

### Cinéma
| Année | Titre                        | Rôle        | Notes         |
| ----- | ---------------------------- | ----------- | ------------- |
| 2007  | Glory                        | Young Glory | Court-métrage |
| 2007  | Le Masque de la mort rouge   | Maiden      | Court-métrage |
| 2008  | Yes, Please                  | Ambroisie   | Court-métrage |
| 2009  | Late Tuesday                 | Celine      | Court-métrage |
| 2009  | X-Men Origins: Wolverine     | Mutante     |               |
| 2014  | Chimera                      | Blair       | Court-métrage |
| 2016  | Mercy Malick: My Valentine 2 | Acrobate    | Clip musical  |
| 2016  | Gehenna: Where Death Lives,  | Claire      |               |
| 2017  | Encounter                    | Agnes       |               |

### Télévision
| Année | Titre                                     | Rôle                                         | Notes            |
| ----- | ----------------------------------------- | -------------------------------------------- | ---------------- |
| 2010  | Summer Bay                                | Grace Carmody                                | 4 épisodes       |
| 2013  | Bold Talent Aiding Charities Fashion Show | Modèle                                       | Émission unique  |
| 2014  | Teen Choice Awards 2014                   | Danseuse                                     | Émission unique  |
| 2015  | Hellevator                                | Fille bizarre                                | Épisode: "Pilot" |
| 2015  | Sessions With My Parents,                 | Nicki                                        | 11 épisodes      |
| 2016  | Swedish Dicks                             | Sheila                                       | Épisode: #1.9    |
| 2016  | JoJoHead                                  | Épisode: "Ways I've Tried To Improve Myself" |                  |